# Чумойтло (разъезд)
Чумойтло — разъезд в Можгинском районе Удмуртской республики.

## География
Находится в юго-западной части Удмуртии на расстоянии приблизительно 5 км на восток по прямой от районного центра города Можга у железнодорожной линии Казань-Агрыз.

## История
Известен с 1955 года. До 2021 года входил в состав Горнякского сельского поселения.

## Население
Постоянное население составляло 27 человек в 2002 году (татары 41 %, удмурты 48 %), 35 в 2012.